# Sanah

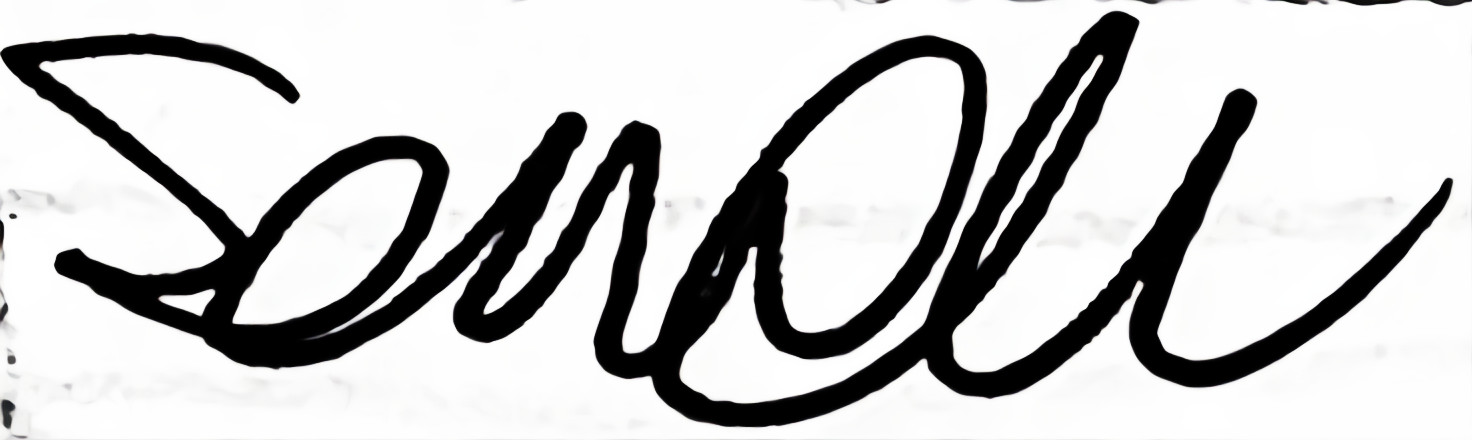
Firma di Sanah

Sanah, pseudonimo di Zuzanna Irena Jurczak, coniugata Grabowska (Varsavia, 2 settembre 1997), è una cantautrice, violinista e compositrice polacca.

## Biografia
Nata a Varsavia, Jurczak si è laureata in violino all'Università della Musica Fryderyk Chopin nel 2019. Successivamente ha intrapreso la carriera musicale, firmando un contratto discografico con la Magic, divisione della Universal Poland, attraverso la quale ha pubblicato il suo EP di debutto Ja na imię niewidzialna mam nell'ottobre del medesimo anno. L'EP, certificato doppio platino dalla Związek Producentów Audio-Video, contiene il singolo Siebie zapytasz, certificato diamante per le 250 000 copie vendute.
Nel 2020 viene pubblicato il suo album di debutto, Królowa dram, che ha esordito in vetta alla classifica polacca e che è stato certificato diamante dalla ZPAV. L'LP contiene i successi commerciali Szampan e Melodia, entrambi certificati diamante con oltre 100 000 unità distribuite a livello nazionale e numero uno nella hit parade. Ai Fryderyk 2020, il principale riconoscimento musicale polacco, la cantante ha ottenuto tre candidature. Medesimo discorso nell'ambito degli MTV Europe Music Awards 2020, dove è stata nominata come Best Polish Act. A fine anno è risultata la terza artista più riprodotta nelle radio polacche, nonché prima tra gli artisti locali, mentre Królowa dram è stato il quinto album più venduto nel corso del 2020 in territorio polacco. Ai Fryderyk 2021 ha ottenuto cinque nomination, tra cui quella per la compositrice dell'anno; alla cerimonia, si è portata a casa il titolo di album pop dell'anno per Królowa dram.
Il secondo disco Irenka, uscito a maggio dello stesso anno e certificato doppio diamante, ha garantito alla cantante la sua seconda numero uno nella OLiS, divenendo quello di maggior successo dell'intero anno in termini di vendite fisiche. Nei primi mesi del 2022, oltre a ricevere un premio su sei nomination ai Fryderyk annuali, le sono stati consegnati due ulteriori dischi di diamante per i brani Etc. (Na disco) e Ten stan, ciascuno denotante 250 000 unità vendute.
Uczta, il terzo LP numero uno e doppio diamante dell'interprete, è stato divulgato nell'aprile del medesimo anno ed è stato promosso dalla relativa tournée.

## Discografia

### Album in studio
- 2020 – Królowa dram
- 2021 – Irenka
- 2022 – Uczta
- 2022 – Sanah śpiewa poezyje
- 2024 – Kaprysy
- 2025 – Dwoje ludzieńków

### Album dal vivo
- 2023 – Bankiet u Sanah

### Altri album
- 2024 – Pianinkowe kaprysy

## Tournée
- 2020/21 – NoSory tour
- 2021 – Kolońska i szlugi tour
- 2022 – Uczta tour
- 2022/23 – Bankiet u Sanah
- 2023 – Sanah w podróży
- 2023 – Uczta nad ucztami
- 2024 – Dansing
- 2024 – Poezyje i nie tylko
- 2024 – Fajne lato RMF: Sanah